# Baclofeno
El baclofeno, vendido bajo el nombre comercial de Lioresal, es un relajante muscular que actúa en la recepción GABAérgica, siendo un agonista del receptor GABA B, que actúa a nivel medular principalmente. Deprime al sistema nervioso central por medio de una disminución en la liberación de los neurotransmisores glutamato y aspartato. Se utiliza para el tratamiento de la espasticidad y el alcoholismo. 

## Usos médicos

### Espasticidad
El baclofeno se utiliza para el tratamiento de la espasticidad (músculos contraidos que provocan rigidez), especialmente en los casos de lesión de la médula espinal, parálisis cerebral y esclerosis múltiple. No se recomienda su utilización en personas con ictus o enfermedad de Parkinson.

### Alcoholismo
El baclofeno es eficaz, según varios estudios publicados en marzo de 2017, en el tratamiento del alcoholismo (consumo y adicción al alcohol).
En 2014 la Agencia Nacional Francesa para la seguridad de los Medicamentos (ANSM) ya emitió una recomendación temporal de 3 años que permite el uso de baclofeno en el alcoholismo.

### Otros usos
El baclofeno está siendo estudiado, administrado junto con naltrexona y sorbitol para el tratamiento de la enfermedad de Charcot-Marie-Tooth (CMT), una enfermedad hereditaria que causa la neuropatía periférica.
También hay estudios para el tratamiento de la adicción a la cocaína.
Del mismo modo se ha visto utilidad del fármaco en pacientes con enfermedad por reflujo gastroesofágico (ERGE), al disminuir las relajaciones transitorias del esfínter esofágico inferior. En este sentido, es un fármaco que se utiliza como tercera línea de tratamiento en pacientes en los que los inhibidores de la bomba de protones y los proquinéticos han fallado en el control de síntomas como la pirosis y las regurgitaciones.

## Administración
Su administración es por vía oral. Tiene una baja unión a proteínas séricas (~30%) y una vida media de entre 3 y 4 horas. Atraviesa la barrera hematoencefálica.

## Efectos adversos
Sus efectos adversos son: somnolencia, náuseas y vómitos, confusión y vértigos, hipotonía, cefaleas, temblor, reacciones alérgicas y efectos paradójicos.

## Polémica
El tratamiento del alcoholismo con baclofeno (Lioresal) ha sido desaconsejado por varios estudios médicos franceses y suizos, quienes constataron en 2016 que la prescripcion de este medicamento ha aumentado el número de muertes entre 200.000 pacientes que fueron tratados con baclofeno desde el 2009.